# والتر رودین
والتر رودین (به انگلیسی: Walter Rudin) (زاده ۲ می ۱۹۲۱ درگذشت ۲۰ می ۲۰۱۰) ریاضیدان اهل ایالات متحده آمریکا است.

## آثار
- اصول آنالیز ریاضی (این کتاب توسط علی‌اکبر عالم‌زاده به فارسی ترجمه و در سال ۱۳۶۲ به عنوان کتاب سال جمهوری اسلامی ایران انتخاب شده است.)
- آنالیز حقیقی
- آنالیز تابعی

## جوایز
او در سال ۱۹۹۳ موفق به اخذ جایزه لروی استیل از انجمن ریاضیدانان آمریکا شد.